# محافظة كولون
محافظة كولون (بالإسبانية: Provincia de Colón)‏ هي محافظة في بنما، بلغ عدد سكانها 241,928 نسمة وذلك حسب إحصائيات سنة 2010، عاصمتها كولون، بنما، تبلغ مساحتها 4,891 كيلومتر مربع.